# Königshagen
Königshagen ist ein Ortsteil der Gemeinde Edertal im nordhessischen Landkreis Waldeck-Frankenberg. Das Dorf liegt auf etwa 300 m Höhe im Tal des 6,5 km langen Mölcherbachs, der bei Bergheim in die Eder mündet.

## Geschichte

### Ortsgeschichte
Die älteste bekannte schriftliche Erwähnung von Königshagen erfolgte im Jahr 1209 unter dem Namen Kuningeshagen in einem Güterverzeichnis des Fritzlarer Petersstifts: Die Stiftsschule besaß in Königshagen zwei Lehnsgüter.
Einen Hinweis auf ein örtliches Adelsgeschlecht gibt es aus dem Jahr 1295, als eine Urkunde des Klosters Hardehausen eine Mühle an der Elbe (jenseits des Langen Waldes) erwähnt, die der Herrin von Cunyngeshagen gehörte. In einer Liste von Bürgermeistern von Niederwildungen werden Dietrich von Kunigeshain (1311) und Theodericus de Kunigeshain (1322) erwähnt, und 1418 wird noch einmal ein gewisser Arnd von Konigishan in Mehlen erwähnt. Der Adelshof dürfte am nördlichen Rand des heutigen Dorfes gestanden haben; sowohl der Flurname „Auf den Höfen“ als auch die auf den dortigen Feldern Jahr für Jahr beim Pflügen aufgefundenen mittelalterlichen Keramikscherben, die aus der Zeit von 1250 bis ins 15. Jahrhundert stammen, deuten darauf hin. Die frühere Zehntscheune „bey den Höfen“, die noch 1851 in einer Steuerliste aufgeführt war, dürfte jedoch den Waldecker und Bergheimer Grafen zuzuordnen sein.  
Das Dorf gehörte bis 1919 zur Grafschaft bzw. dem Fürstentum Waldeck. Bei der Teilung Waldecks im Jahre 1486 kam Königshagen mit dem benachbarten Böhne in den Eisenbergischen Landesteil, während Bergheim in den Wildunger Landesteil fiel. Ab 1692 war das Dorf, zusammen mit Bergheim und Wellen, Teil des von Graf Christian Ludwig für seinen Sohn aus zweiter Ehe Josias (1696–1763) neu geschaffenen Paragiums Waldeck-Bergheim, das bis 1918 von einer gräflichen Nebenlinie der Grafen von Waldeck bzw. Fürsten von Waldeck-Pyrmont unter der Oberhoheit der regierenden Linie des Hauses regiert wurde.
Vor der 1526 in Waldeck eingeführten Reformation gehörte Königshagen wohl zur Pfarrei Bergheim. Danach hatte das Dorf bis 1636 eine eigene Pfarrei, die aber wegen zu geringer Einkünfte in dem kleinen und relativ armen Dorf dann mit der Pfarre in Böhne zusammengelegt wurde, wo dann auch der Sitz des Pfarrers war. 1915 kam Königshagen zusammen mit Giflitz zum Kirchspiel Bergheim. 
Der Dreißigjährige Krieg verschonte Königshagen nicht, und von den im Jahre 1620 erwähnten 32 Häusern gab es 1650 nur noch zwölf.  Auch im Siebenjährigen Krieg erlitten die Königshagener wieder große Not durch Plünderungen und Zwangsablieferungen von Vieh und Feldfrüchten. 1759 zogen die Truppen des Prinzen Ferdinand von Braunschweig-Wolfenbüttel von Naumburg über Böhne und Königshagen nach Wildungen. Am 27. Juli 1760 marschierten die Franzosen über Königshagen und Naumburg auf Kassel zu. 
Das Dorf war immer verhältnismäßig arm. Neben der Landwirtschaft war die Leineweberei eine wichtige Tätigkeit im Dorf, die aber ebenfalls nicht sehr einträglich war.  Im Jahre 1857 verweigerten die Gemeindevertreter einem Leinewebergesellen dessen Ersuchen, sich im Dorf niederzulassen, mit dem Hinweis darauf, dass es bereits 17 oder 18 Leinewebermeister im Ort gebe, „wo die meisten wegen Mangel an Garn Tagelohnen müssen und deshalb ihre Kinder betteln gehen“.
Hessische Gebietsreform (1970–1977)
Die bis dahin selbständige Gemeinde Königshagen fusionierte Zum 31. Dezember 1971 im Zuge der Gebietsreform in Hessen mit anderen Gemeinden des Edertales freiwillig zur Großgemeinde Edertal.
Für Königshagen, wie für alle ehemaligen Gemeinden von Edertal, wurden Ortsbezirke mit Ortsbeirat und Ortsvorsteher nach der Hessischen Gemeindeordnung gebildet.

### Verwaltungsgeschichte im Überblick
Die folgende Liste zeigt die Staaten und Verwaltungseinheiten, in denen Königshagen lag:
- vor 1712: Heiliges Römisches Reich, Grafschaft Waldeck, Amt Waldeck
- ab 1712: Heiliges Römisches Reich, Fürstentum Waldeck, Amt Waldeck
- ab 1807: Fürstentum Waldeck, Amt Waldeck
- ab 1815: Fürstentum Waldeck, Oberamt der Eder
- ab 1816: Fürstentum Waldeck, Oberjustizamt der Werbe
- ab 1849: Fürstentum Waldeck-Pyrmont, Kreis der Eder[Anm. 1]
- ab 1867: Fürstentum Waldeck-Pyrmont (Akzessionsvertrag mit Preußen), Kreis der Eder
- ab 1871: Deutsches Reich, Fürstentum Waldeck-Pyrmont, Kreis der Eder
- ab 1919: Deutsches Reich, Freistaat Waldeck-Pyrmont, Kreis der Eder
- ab 1929: Deutsches Reich, Freistaat Preußen, Provinz Hessen-Nassau, Regierungsbezirk Kassel, Kreis der Eder
- ab 1942: Deutsches Reich, Freistaat Preußen, Provinz Hessen-Nassau, Regierungsbezirk Kassel, Landkreis Waldeck
- ab 1944: Deutsches Reich, Freistaat Preußen, Provinz Kurhessen, Regierungsbezirk Kassel, Landkreis Waldeck
- ab 1945: Deutsches Reich, Amerikanische Besatzungszone, Groß-Hessen, Regierungsbezirk Kassel, Landkreis Waldeck
- ab 1946: Deutsches Reich, Amerikanische Besatzungszone, Hessen, Regierungsbezirk Kassel, Landkreis Waldeck
- ab 1949: Bundesrepublik Deutschland, Hessen, Regierungsbezirk Kassel, Landkreis Waldeck
- ab 1972: Bundesrepublik Deutschland, Hessen, Regierungsbezirk Kassel, Landkreis Waldeck, Gemeinde Edertal
- ab 1974: Bundesrepublik Deutschland, Hessen, Regierungsbezirk Kassel, Landkreis Waldeck-Frankenberg, Gemeinde Edertal

## Bevölkerung

### Einwohnerstruktur 2011
Nach den Erhebungen des Zensus 2011 lebten am Stichtag dem 9. Mai 2011 in Königshagen 210 Einwohner. Darunter waren keine Ausländer. Nach dem Lebensalter waren 39 Einwohner unter 18 Jahren, 75 waren zwischen 18 und 49, 54 zwischen 50 und 64 und 42 Einwohner waren älter. Die Einwohner lebten in 81 Haushalten. Davon waren 24 Singlehaushalte, 18 Paare ohne Kinder und 33 Paare mit Kindern, sowie 6 Alleinerziehende und keine Wohngemeinschaften. In 18 Haushalten lebten ausschließlich Senioren und in 48 Haushaltungen leben keine Senioren.

### Einwohnerentwicklung
Quelle: Historisches Ortslexikon
- 1541: 22 Häuser
- 1620: 32 Häuser
- 1650: 12 Häuser
- 1738: 36 Wohnhäuser
- 1770: 43 Häuser, 280 Einwohner

| Königshagen: Einwohnerzahlen von 1770 bis 2020 | Königshagen: Einwohnerzahlen von 1770 bis 2020 | Königshagen: Einwohnerzahlen von 1770 bis 2020 | Königshagen: Einwohnerzahlen von 1770 bis 2020 | Königshagen: Einwohnerzahlen von 1770 bis 2020 |
| --- | ---------------------------------------------- | ---------------------------------------------- | ---------------------------------------------- | ---------------------------------------------- |
| Jahr |                                                |                                                |                                                | Einwohner                                      |
| 1770 | 1770                                           |                                                | 280                                            | 280                                            |
| 1800 | 1800                                           |                                                | ?                                              | ?                                              |
| 1834 | 1834                                           |                                                | 388                                            | 388                                            |
| 1840 | 1840                                           |                                                | 403                                            | 403                                            |
| 1846 | 1846                                           |                                                | 376                                            | 376                                            |
| 1852 | 1852                                           |                                                | 401                                            | 401                                            |
| 1858 | 1858                                           |                                                | 393                                            | 393                                            |
| 1864 | 1864                                           |                                                | 405                                            | 405                                            |
| 1871 | 1871                                           |                                                | 379                                            | 379                                            |
| 1875 | 1875                                           |                                                | 364                                            | 364                                            |
| 1885 | 1885                                           |                                                | 288                                            | 288                                            |
| 1895 | 1895                                           |                                                | 270                                            | 270                                            |
| 1905 | 1905                                           |                                                | 306                                            | 306                                            |
| 1910 | 1910                                           |                                                | 295                                            | 295                                            |
| 1925 | 1925                                           |                                                | 257                                            | 257                                            |
| 1939 | 1939                                           |                                                | 270                                            | 270                                            |
| 1946 | 1946                                           |                                                | 377                                            | 377                                            |
| 1950 | 1950                                           |                                                | 337                                            | 337                                            |
| 1956 | 1956                                           |                                                | 254                                            | 254                                            |
| 1961 | 1961                                           |                                                | 251                                            | 251                                            |
| 1967 | 1967                                           |                                                | 249                                            | 249                                            |
| 1980 | 1980                                           |                                                | ?                                              | ?                                              |
| 1990 | 1990                                           |                                                | ?                                              | ?                                              |
| 2000 | 2000                                           |                                                | ?                                              | ?                                              |
| 2011 | 2011                                           |                                                | 210                                            | 210                                            |
| 2015 | 2015                                           |                                                | 204                                            | 204                                            |
| 2020 | 2020                                           |                                                | 172                                            | 172                                            |
| Datenquelle: Historisches Gemeindeverzeichnis für Hessen: Die Bevölkerung der Gemeinden 1834 bis 1967. Wiesbaden: Hessisches Statistisches Landesamt, 1968. Weitere Quellen: LAGIS; Gemeinde Edertal; Zensus 2011 |                                                |                                                |                                                |                                                |

### Historische Religionszugehörigkeit
| • 1895: | 270 evangelische (= 100 %) Einwohner                                |
| • 1961: | 245 evangelische (= 97,61 %), ein katholischer (= 0,40 %) Einwohner |

## Kultur und Sehenswürdigkeiten

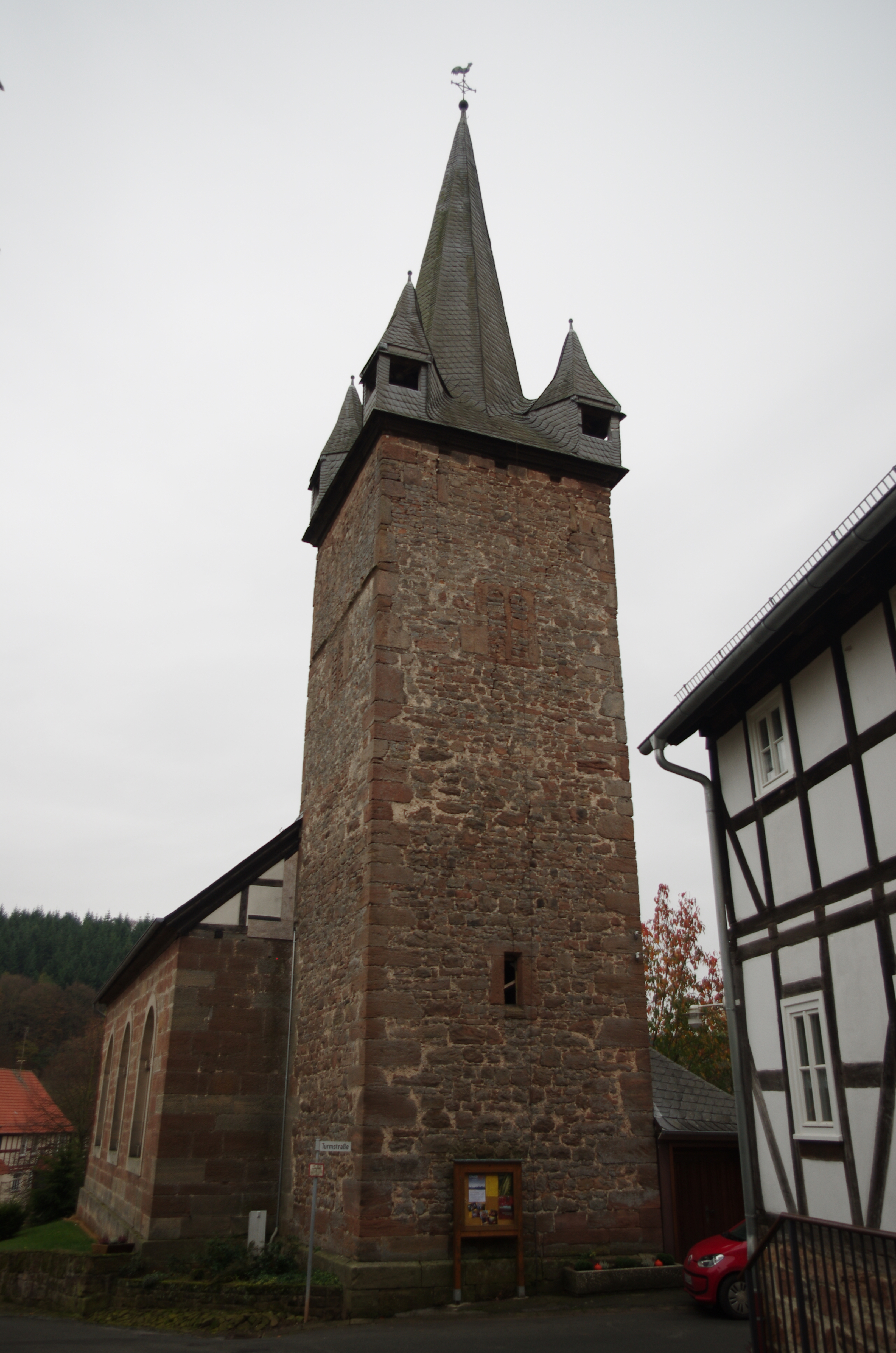
Die Kirche

Sehenswert sind die Dorfkirche mit ihrem Wehrturm aus dem 14. oder 15. Jahrhundert und dem zehn Zentner schweren spätgotischen Taufstein sowie einige alte Fachwerkhäuser wie zum Beispiel das „Hirtenhaus“.
Kirche
Das Ortsbild wird vom mächtigen, aus Bruchsteinen errichteten Kirchturm beherrscht.  Er stammt aus dem 14. oder 15. Jahrhundert, ist das älteste Bauwerk im Dorf, und war ursprünglich wohl ein Wehrturm. Das alte Kirchenschiff, das vermutlich aus dem 16. Jahrhundert stammte, wurde wegen Baufälligkeit in den Jahren 1846–1848 durch einen rechteckigen Sandsteinbau im Biedermeierstil mit zweifach gekuppelten Rundbogenfenstern ersetzt. Architekt war der waldeckische Bauinspektor Wilhelm Brass, nach dessen Plänen auch die Kirchen in Hemfurth (1846/47) und Wellen (1846/49) entstanden. Die Sandsteinquader für den Bau wurden größtenteils aus Züschen und Heimarshausen mit Pferde- und Ochsengespannen herangeschafft. Die Innenausstattung und Geräte der Kirche stammen zumeist noch aus der Zeit dieses Neubaus.  Die Orgel wurde beim Neubau der Kirche angeschafft und stammt von dem Korbacher Orgelbauer Vogt. Eine imposante ca. 90 Meter lange Mauer aus Steinquadern stützt die an einem Hang stehende Kirche ab.
Der spätgotische, aus dem 15. Jahrhundert stammende Taufstein ist eine Sehenswürdigkeit.  Beim Abriss des alten Kirchenschiffs war der zehn Zentner schwere Stein entfernt worden; er diente danach bei einem Landwirt als Viehtränke.  1926/27 wurde er ins Wildunger Heimatmuseum gebracht.  Seit 1995 steht er als Dauerleihgabe des Museums wieder in der Dorfkirche von Königshagen.  Er hat einen äußeren Durchmesser von einem Meter.  Das ausgehauene Taufbecken ist rund, während die Außenseite achteckige Form hat. Drei der acht Felder sind mit sehr hoch herausgearbeiteten Reliefskulpturen versehen: einem Greifen, einem Hirsch und einem Löwen.  Eines der Wappen am Taufstein zeigt den achtstrahligen Stern der Waldecker Grafen, die das Patronat über die Königshagener Kirche ausübten und wohl auch den Taufstein stifteten.